# Kiek in de Kök

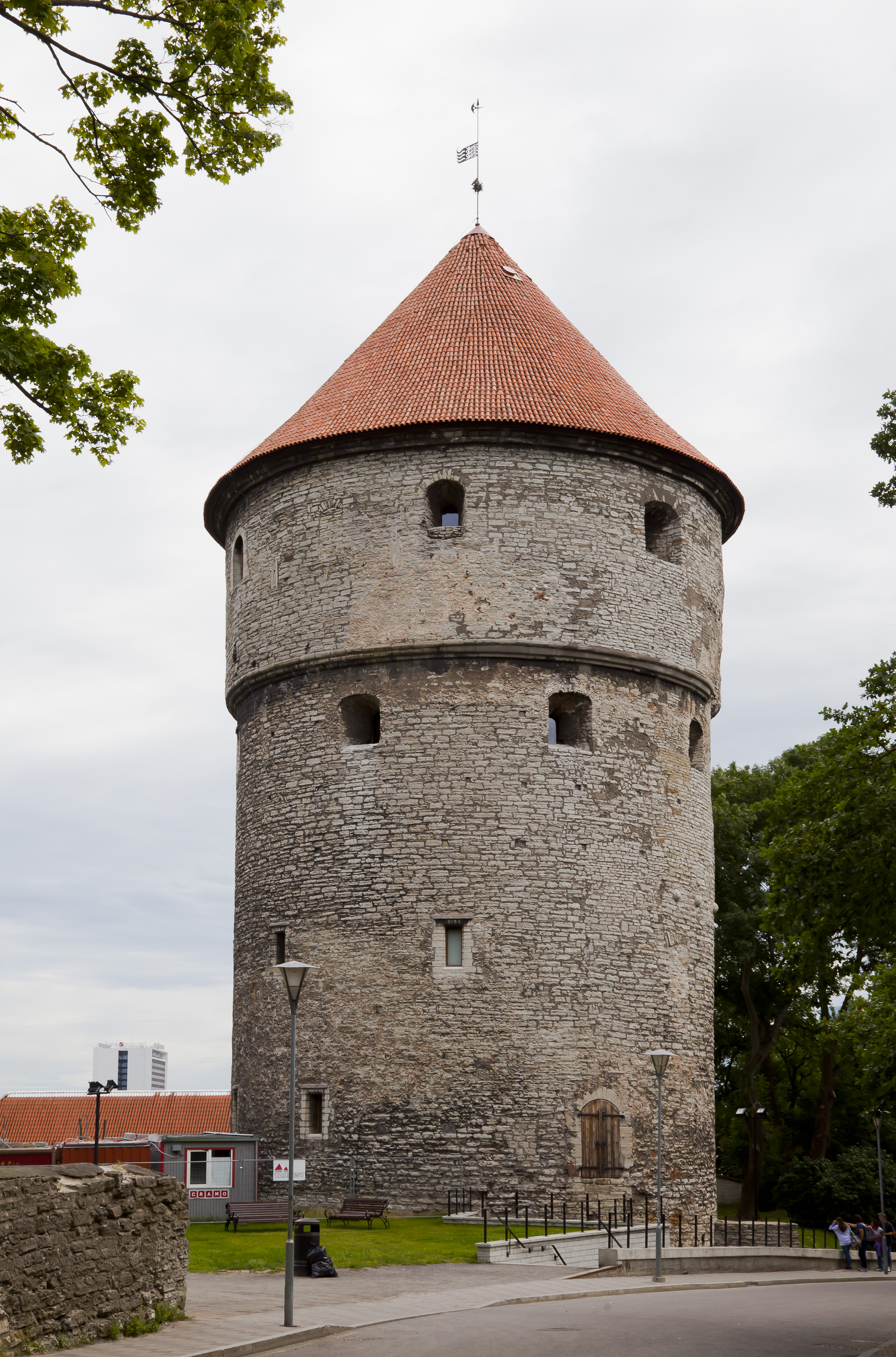
Kiek in de Kök, Tallinn

Kiek in de Kök (hochdeutsch: Guck in die Küche) ist ein niederdeutscher Name, der im Mittelalter für Türme geprägt wurde. 
Aufgrund der deutschsprachigen Geschichte z. B. im Baltikum stehen solche Türme auch weit außerhalb der Bundesrepublik, wie etwa:
- Kiek in de Kök (Danzig)
- Kiek in de Kök (Tallinn)

In Magdeburg hat ein Turm den gleichbedeutenden Namen Kiek in de Köken.